# Карлос Ромеро (футболіст, 1927)
Карлос Ромеро (ісп. Carlos Romero, 7 вересня 1927 — 28 липня 1999) — уругвайський футболіст, що грав на позиції нападника за клуб «Данубіо», а також національну збірну Уругваю.
У складі збірної — чемпіон світу. 

## Клубна кар'єра
Народився 7 вересня 1927 року. Вихованець футбольної школи клубу «Данубіо». Дорослу футбольну кар'єру розпочав 1947 року в основній команді того ж клубу, кольори якої і захищав протягом усієї своєї кар'єри гравця, що тривала цілих шістнадцять років. Провів понад 400 матчів, що є рекордним показником в історії клубу. Визнан найвидатнішим гравцем «Данубіо» за всю історію клубу.

## Виступи за збірну
1950 року дебютував в офіційних матчах у складі національної збірної Уругваю. Протягом кар'єри у національній команді, яка тривала 7 років, провів у її формі 11 матчів, забивши 4 голи.
У складі збірної був учасником чемпіонату світу 1950 року у Бразилії, здобувши того року титул чемпіона світу, але на поле не виходив.
У 1953 році взяв участь в Чемпіонаті Південної Америки у Перу, де став одним з кращих гравців турніру, а його команда здобула бронзові нагороди.
Помер 28 липня 1999 року на 72-му році життя.

## Титули і досягнення
- Чемпіон світу (1):

Уругвай: 1950
- Бронзовий призер Чемпіонату Південної Америки: 1953